# Centaurea albonitens
Centaurea albonitens — вид рослин з роду волошка (Centaurea), з родини айстрових (Asteraceae).

## Опис рослини
Це багаторічна рослина, стебло прямовисне, просте, майже голе, 15–40 см заввишки, кольору слонової кістки. Листки міцні, з помітними жилками, ніжки й серединні жилки білі; прикореневі та нижні — від майже круглих до овальних або широко-ланцетних, на ніжці, під час цвітіння в'януть, 11–14(30) × 3–4(8) см; серединні й верхні — ланцетні, сидячі. Квіткові голови поодинокі. Кластер філарій (приквіток) 25–35 × 23–40 мм; придатки лише частково приховують базальні частини філарій, тверді, коричневі. Квітки жовті. Сім'янки 6 мм; папуси 10–14 мм. 2n = 2x = 18. Період цвітіння: липень — серпень.

## Середовище проживання
Поширений у східній і південно-східній Туреччині, у західному й північно-західному Ірані, у Вірменії. Населяє степові, сухі кам'янисті схили.